# عصبون نازل
العصبون النازل هو عصبون مسؤول عن نقل الإشارات من الدماغ إلى الدارات العصبية في النخاع الشوكي (لدى الفقاريات) أو الحبل العصبي البطني (لدى اللافقاريات). باعتبارها معابر المعلومات الوحيدة بين الدماغ والجسم، تلعب العصبونات النازلة دورًا فائق الأهمية في السلوك. يُعد نشاط هذه العصبونات مسؤولًا عن بدء السلوكيات، والحفاظ عليها، وتعديلها وإنهائها مثل سلوك التحرك. نظرًا إلى انخفاض عدد العصبونات النازلة التي يقل عددها بعدة مرات عن عدد العصبونات الموجودة في الدماغ أو النخاع الشوكي / الحبل العصبي البطني، تمثل هذه الفئة من الخلايا منطقة عنق الزجاجة الحرجة في عملية تدفق المعلومات من الأجهزة الحسية إلى الدارات الحركية.

## التشريح
تقع أجسام الخلايا والتغصنات الشجيرية (مناطق المدخلات الأولية) العائدة إلى العصبونات النازلة في الدماغ. تجتاز المحاور العصبية الخاصة بهذه العصبونات منطقة العنق في روابط، أو سبل، إذ ترسل مخرجاتها إلى العصبونات الموجودة في النخاع الشوكي (لدى الفقاريات) أو الحبل العصبي البطني (لدى اللافقاريات).
تمتلك الثدييات مئات الآلاف من العصبونات النازلة. يمكن تقسيم هذه العصبونات من الناحية الوظيفية إلى مسارين رئيسيين اثنين: السبل الهرمية، التي تنشأ في القشرة المخية الحركية، والسبل خارج الهرمية، التي تنشأ في جذع الدماغ (انظر المخطط). تشمل الأمثلة على السبل الهرمية السبيل القشري النخاعي، الذي يُعد مسؤولًا عن الحركة الإرادية للجسم. تشمل الأمثلة على السبل خارج الهرمية السبيل الشبكي النخاعي، الذي يساهم في التنظيم غير الواعي للتحرك ووضعية الجسم. تنشأ العصبونات الشبكية النخاعية في التشكل الشبكي النخاعي، حيث تستقبل المعلومات من المراكز التحركية الصاعدة، مثل المنطقة التحركية للدماغ المتوسط والعقد القاعدية.
تمتلك الحشرات بدورها عدة مئات فقط من العصبونات النازلة. تشير الأعمال التي شملت ذبابة الفاكهة همجة الأبحاث إلى وجود هذه العصبونات على شكل تنظيم من ثلاثة مسارات واسعة (انظر المخطط). يعمل مساران مباشران من هذه المسارات على ربط مناطق معينة من الدماغ مع الدارات الحركية في الحبل العصبي البطني ما يسمح بالتحكم في حركة الساقين والجناحين، على التوالي. يعمل مسار ثالث على ربط مجموعة واسعة من مناطق الدماغ مع منطقة تكاملية كبيرة في الحبل العصبي البطني المسؤول عن التحكم في مجموعتي اللواحق.

## الوظيفة
تلعب العصبونات النازلة دورًا هامًا في بدء السلوكيات، والحفاظ عليها، وتعديلها وإنهائها. أمكن تحديد العديد من العصبونات النازلة المسؤولة عن التحكم في سلوكيات محددة لدى الفقاريات واللافقاريات على حد سواء. تشمل هذه العصبونات كلًا من العصبونات النازلة المسؤولة عن بدء التحرك وإنهائه، وتعديل سرعة التحرك واتجاهه بالإضافة إلى المساعدة في تنسيق الأطراف.
بينما تُعد بعض العصبونات النازلة كافية لإثارة سلوكيات معينة، من غير المرجح التحكم بغالبية السلوكيات من خلال العصبونات النازلة الشبيهة بالأوامر فقط، بل يصبح التحكم بالسلوكيات ممكنًا من خلال النشاط المشترك للعصبونات النازلة المختلفة.
تعمل بعض المسارات النازلة على تشكيل روابط مباشرة مع العصبونات الحركية والعصبونات البينية ما قبل الحركية، بما في ذلك مولدات النماذج المركزية. مع ذلك، ما تزال كيفية دمج الإشارات النازلة في دارات النخاع الشوكي (لدى الفقاريات) أو الحبل العصبي البطني (لدى اللافقاريات) خلال السلوك أمرًا غير مفهوم بشكل جيد بعد.